# Carrozzeria Touring Superleggera

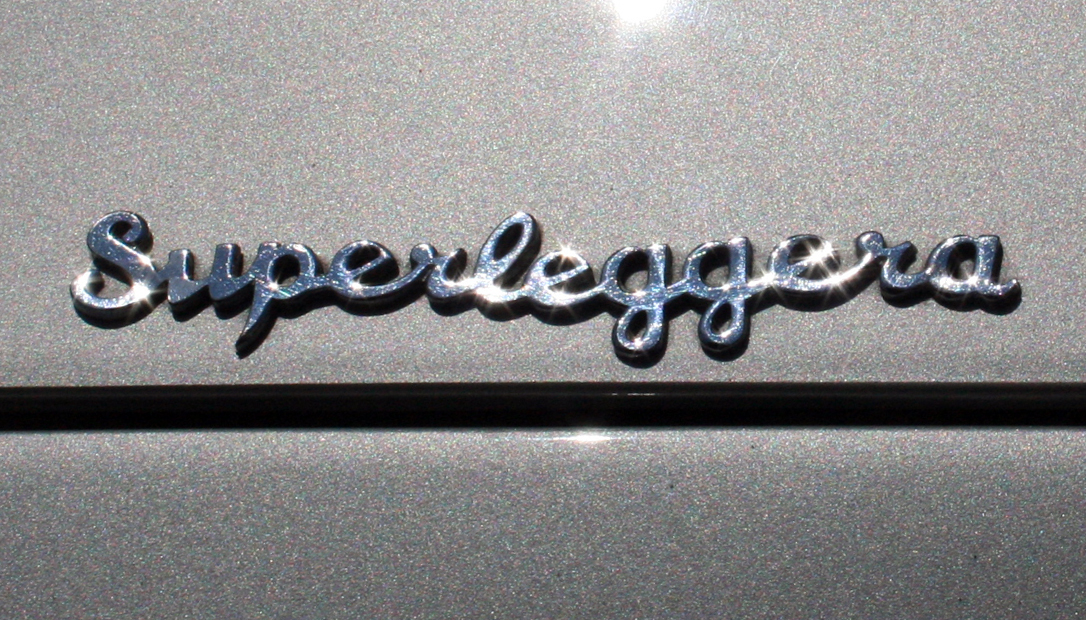
Emblema distintivo de la denominación "Superleggera"

Carrozzeria Touring Superleggera (también conocida en español como Carrocería Touring) es una empresa carrocera automovilística italiana. Originalmente establecida en Milán en 1925, la compañía se hizo conocida tanto por la belleza de sus diseños como por los métodos de construcción patentados de su sistema denominado Superleggera. El negocio original cerró en 1966, pero en 2006 se compraron sus marcas registradas y se estableció con el mismo nombre una nueva firma dedicada al diseño automotriz, la ingeniería, el estilismo de carrocerías, los servicios de homologación, el diseño industrial no automotriz y la restauración de vehículos históricos.

## Trayectoria empresarial
Carrozzeria Touring fue fundada el 25 de marzo de 1926 por Felice Bianchi Anderloni (1882-1948) y por Gaetano Ponzoni. Después de lograr el éxito a mediados del siglo XX, el negocio comenzó a declinar cuando los fabricantes reemplazaron la construcción de automóviles sobre chasis por el diseño monocasco, asumiendo cada vez más la construcción de carrocerías internamente.
Después de que la firma original desapareciese en 1966, Carlo Felice Bianchi Anderloni y Carrozzeria Marazzi conservaron la marca comercial "Touring Superleggera" y la utilizaron en varias ocasiones para respaldar la herencia de la empresa. La marca fue adquirida por el actual propietario, una empresa familiar, que inició sus actividades en 2006 con el nombre de Carrozzeria Touring Superleggera S.r.l. La nueva firma tiene su sede cerca de Milán, su ciudad natal.

## Historia

### Carrozzeria Falco se convierte en Carrozzeria Touring
Carrozzeria Touring tiene sus raíces en la compra en 1926 de una participación mayoritaria del carrocero con sede en Milán, Carrozzeria Falco, por los abogados milaneses Felice Bianchi Anderloni (1882-1948) y Gaetano Ponzoni, al fundador del negocio, Vittorio Ascari. Los nuevos propietarios cambiaron el nombre de la firma a Carrozzeria Touring. Bianchi Anderloni, expiloto de pruebas de Isotta Fraschini y empleado de Peugeot Italia, asumió las funciones de diseño e ingeniería, mientras que Ponzoni asumió la responsabilidad de la administración de las actividades comerciales de la empresa.

### Primera época
La ubicación de Carrozzeria Touring en la Vía Ludovico da Breme 65 situó los talleres del carrocero muy cerca de las fábricas de automóviles de Alfa Romeo, Citroën e Isotta Fraschini. Como era de esperar, los primeros encargos de carrocerías recibidos por Touring fueron para chasis producidos por estas empresas.

### Desarrollo del sistema constructivo Superleggera
Bianchi Anderloni llegó a Touring más como un diseñador que como un constructor de automóviles, y aprendió el oficio a medida que la empresa progresaba. La compañía obtuvo la licencia del sistema de Charles Weymann de bastidores ligeros recubiertos de tela, un predecesor de su propio sistema de construcción Superleggera. Touring contrató a Giuseppe Seregni, quien previamente había colaborado con Bianchi Anderloni en el Isotta Fraschini 'Flying Star' de 1927, como el primer diseñador profesional de Carrozzeria Touring.
Las habilidades de Touring con formas de tubos de aleación ligera recubiertas de tela llevaron al éxito comercial de la compañía en la producción de aeronaves en la década de 1930, lo que llevó a Bianchi Anderloni a desarrollar el sistema de construcción Superleggera, patentado en 1936. Este sistema "superligero" consiste en una estructura de tubos de diámetro pequeño para conformar la carrocería con paneles delgados de aleación unidos entre sí para recubrir y fortalecer la estructura. Aparte del peso ligero, el sistema de construcción Superleggera le daba una gran flexibilidad de diseño, lo que permitió a Touring construir rápidamente formas de carrocería innovadoras.
En las Mille Miglia de 1937, un Alfa Romeo 6C 2300B se convirtió en la primera aparición de un automóvil Touring construido con el sistema Superleggera.

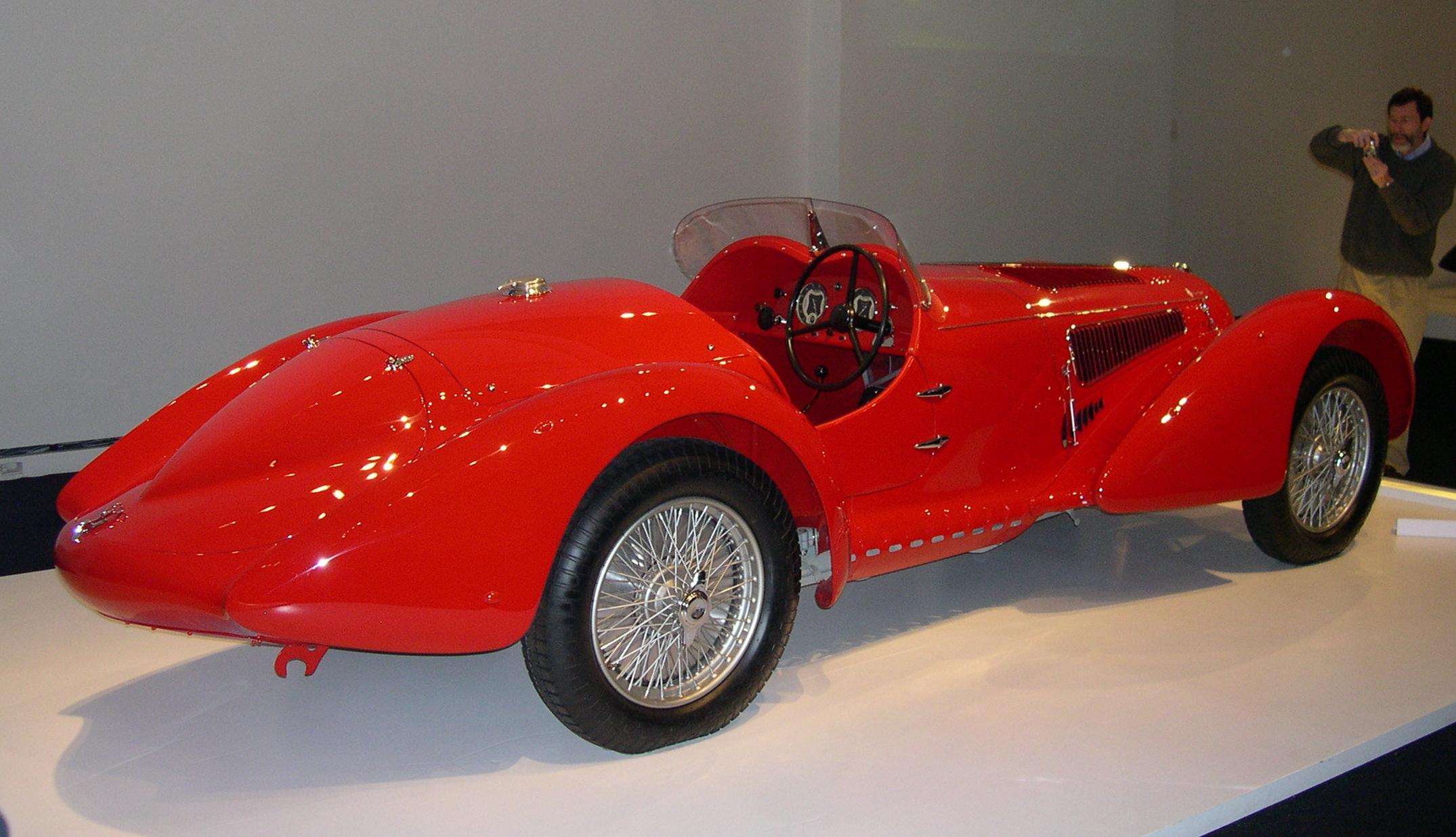
Alfa Romeo 8C 2900 inscrito en las Mille Miglia de 1938 (colección Ralph Lauren)

Antes de Segunda Guerra Mundial, Touring ganó fama por sus carrocerías Superleggera, particularmente las fabricadas para los chasis del Alfa Romes 8C 2900 y del BMW 328.

### Actividades posteriores a la Segunda Guerra Mundial
La empresa se recuperó rápidamente después de la guerra, con el sistema Superleggera ampliamente licenciado y copiado. Felice Bianchi Anderloni murió en 1948 y su hijo, Carlo Felice "Cici" Bianchi Anderloni, (1916-2003) asumió la dirección de la empresa bajo la gestión de Ponzoni. Los dos permanecerían a cargo del negocio hasta que la compañía suspendió la producción en 1966. El diseñador jefe en ese momento era Federico Formenti.
El primer gran proyecto de Formenti había sido crear una carrocería para el Ferrari 166 MM Touring barchetta, que se presentó en 1948. El crítico de diseño automotriz Robert Cumberford se ha referido al diseño de la carrocería del 166 como "Una de las formas más carismáticas de la historia". La parrilla tipo caja de huevos del 166 se convirtió en un elemento de diseño característico de Ferrari, y la firma todavía lo utiliza en la actualidad.
Touring estuvo particularmente activa a finales de los años 1950, con el diseño y la producción de carrocerías para el Pegaso Z-102, el Alfa Romeo 1900 Super Sprint, el Alfa Romeo 2600, el Aston Martin DB4, el Lancia Flaminia GT, el Lamborghini 350 GT, el Lamborghini 400 GT GT y el Maserati 3500 GT.
El Aston Martin DB4, el DB5 (que se hizo famoso como el coche del agente secreto de ficción James Bond) y el DB6 recibieron el nombre de las iniciales del dueño de la compañía David Brown, quien había encomendado a Touring Superleggera el diseño de la siguiente generación del modelo GT después de la introducción del exitoso DB2. El acuerdo de licencia permitió a Aston Martin utilizar el diseño y el método de construcción "Superleggera" en la planta de Newton Pagnell, mediante el pago de una tarifa de licencia de 9 libras por cada una de las primeras 500 carrocerías y de 5 libras por cada unidad adicional.

### Fabricación por contrato
La fortuna de Touring comenzó a declinar a medida que los fabricantes de automóviles reemplazaron la construcción de carrocerías sobre bastidor por la fabricación de vehículos con estructura monocasco. Al principio, la mayoría de las marcas comenzaron a construir sus propias carrocerías, pero solo eran capaces de producir unos pocos miles de unidades al año, y decidieron asignar la producción en serie a firmas carroceras especializadas, que a su vez buscaron financiación para aumentar su capacidad de fabricación. Sin embargo, una vez que Touring Superleggera completó la construcción de su nueva factoría en Nova Milanese, las fluctuaciones del mercado provocaron la pérdida de sus principales clientes. La empresa tuvo que liquidarse en 1966, aunque nunca llegó a producirse la quiebra del negocio.

### Legado
Durante la liquidación, aproximadamente el 80% de los archivos de Touring Superleggera se perdieron en un incendio. Con el objetivo de recuperar los registros de producción de la firma, Carlo Felice Bianchi Anderloni se puso en contacto con todos los propietarios, creando el registro Touring Superleggera y liderándolo a partir de 1995.
En 1995, contribuyó a la reactivación del Concurso de Elegancia de Villa d'Este, sirviendo como presidente del jurado hasta su muerte en 2003. En su honor, la muestra comenzó a otorgar el "Trofeo en memoria de Carlo Felice Bianchi Anderloni" al automóvil más elegante con carrocería Touring.

### sigloXXI

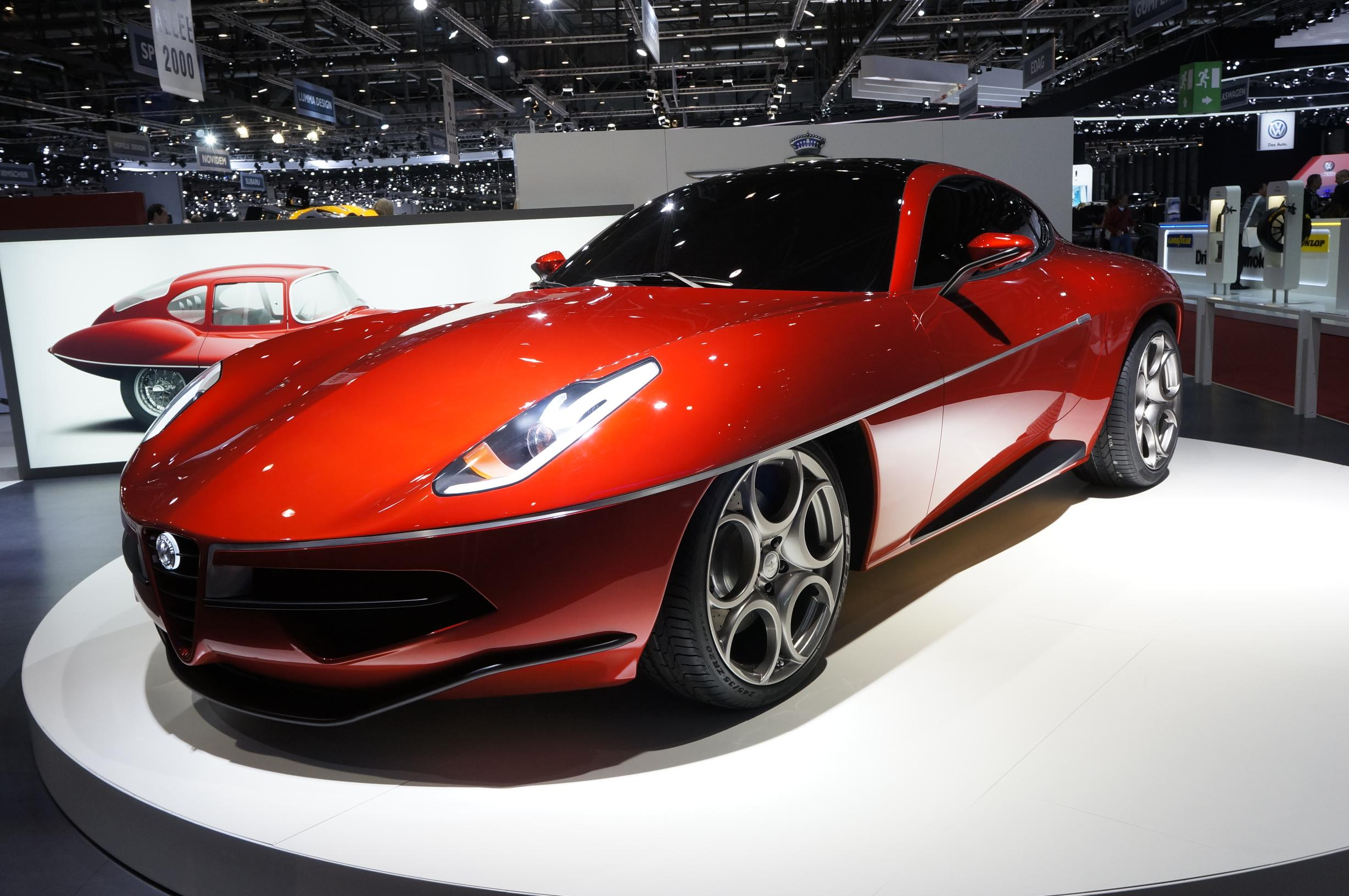
Alfa Romeo Disco Volante en el Salón de Ginebra (2012)

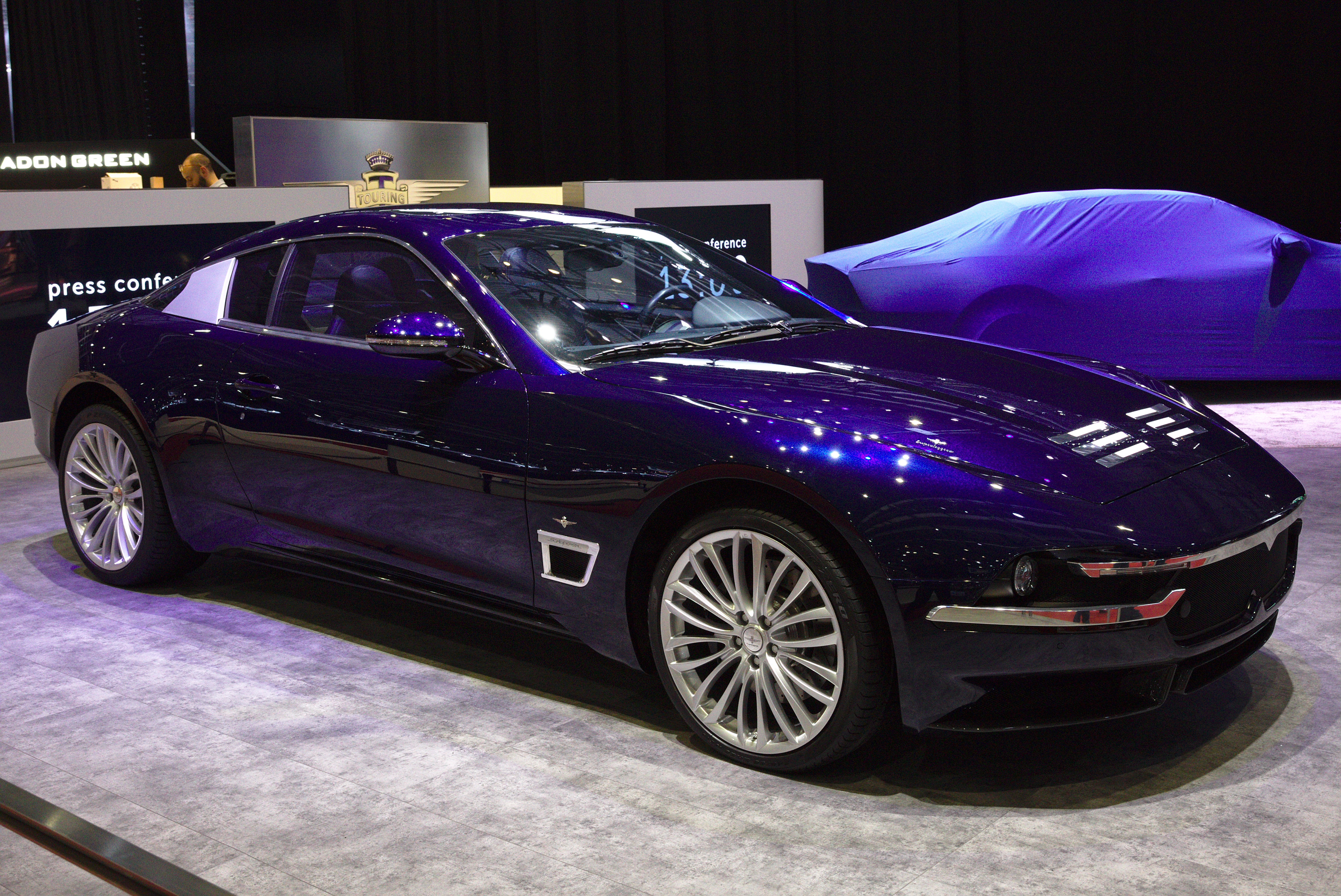
Touring Superleggera Sciàdipersia (Sha de Persia)

En 2006, un grupo de inversores privados especializados en marcas de automóviles de alta gama compró el nombre y las marcas comerciales del desaparecido propietario. Una empresa de nueva creación, Carrozzeria Touring Superleggera S.r.l. se estableció en Milán para proporcionar el diseño y la ingeniería automotriz, el estilismo de carrocerías, servicios de homologación, el diseño industrial no automotriz y la restauración de vehículos históricos.
En el Concurso de Elegancia de Villa d'Este de 2008, Touring estrenó el Bellagio Fastback Touring, basado en el Maserati Quattroporte y el A8 GCS Berlinetta Touring, un prototipo sobre mecánica Maserati. En el Salón del Automóvil de Ginebra de 2010, se estrenó el Touring Bentley Continental Flying Star, un modelo shooting brake basado en el Bentley Continental GTC, y construido en serie limitada con el respaldo de Bentley.
En 2011, le siguió el Gumpert Tornante de Touring, un Gran Turismo ultrarrápido encargado por el fabricante alemán de automóviles deportivos.
En el escenario del Salón del Automóvil de Ginebra de 2012, Touring Superleggera mostró un modelo basado en el chasis de bastidor espacial del Alfa Romeo 8C Competizione. Fue un tributo al C52 Disco Volante, un coche de carreras con carrocería de diseño Touring Superleggera introducido en 1952. El nombre en italiano significa “Platillo Volante”. Representa uno de los coches más emblemáticos de la historia del automóvil. Era un diseño muy aerodinámico, probado en túnel de viento y con la carrocería construida sobre un bastidor tubular tridimensional. El C52 sorprendió en su momento al público por su aspecto completamente fuera de lo común, que influyó en el diseño de otros automóviles durante décadas.
El estilo de este automóvil clásico sirvió de inspiración en 2013 al Alfa Romeo Disco Volante de Touring, un automóvil a medida con una serie limitada de ocho unidades que ganó el Premio de Diseño de aquel año en el Concurso de Elegancia de Villa d'Este.
Presentado en 2014, el MINI Superleggera Vision es un prototipo creado en colaboración con el Grupo BMW. Es un roadster eléctrico que combina el estilo británico con la tradición de las carrocerías italianas. Anders Warming (jefe de diseño de MINI) y Touring Superleggera fusionaron sus equipos con el fin de explorar nuevos lenguajes de diseño para la marca británica.
El Touring Berlinetta Lusso apareció en 2015. Es un cupé biplaza legal de calle que presenta una forma de tres volúmenes basada en el Ferrari F12 berlinetta. Como todos los modelos Touring Superleggera modernos, combina paneles de aluminio combinados a mano con fibra de carbono. La serie se constaría de 5 unidades.

## Lista de turismos carrozados por Touring
- 1927 Alfa Romeo 6C 1500
- 1930 Alfa Romeo 8C

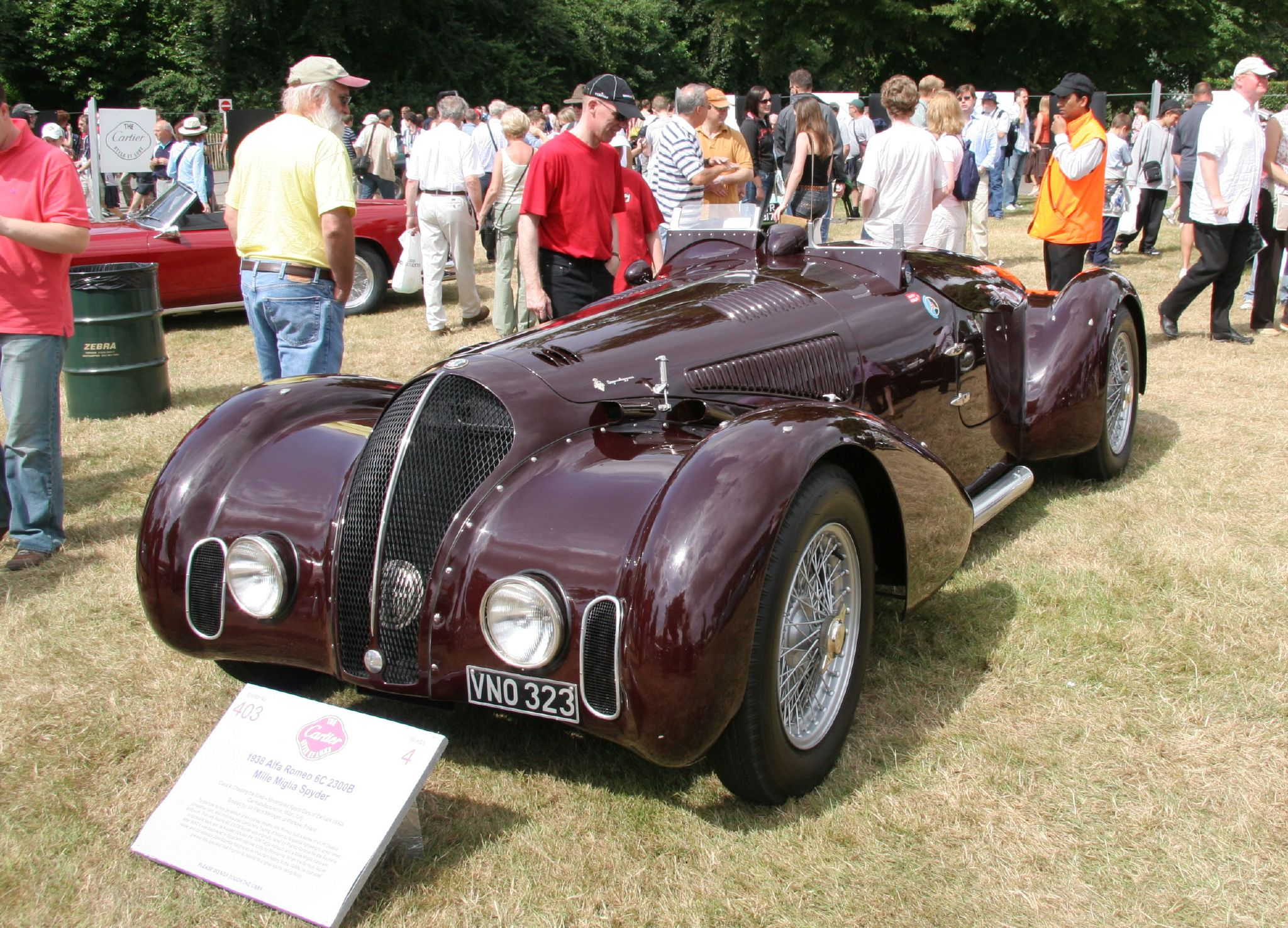
Alfa Romeo 6C2300B Touring

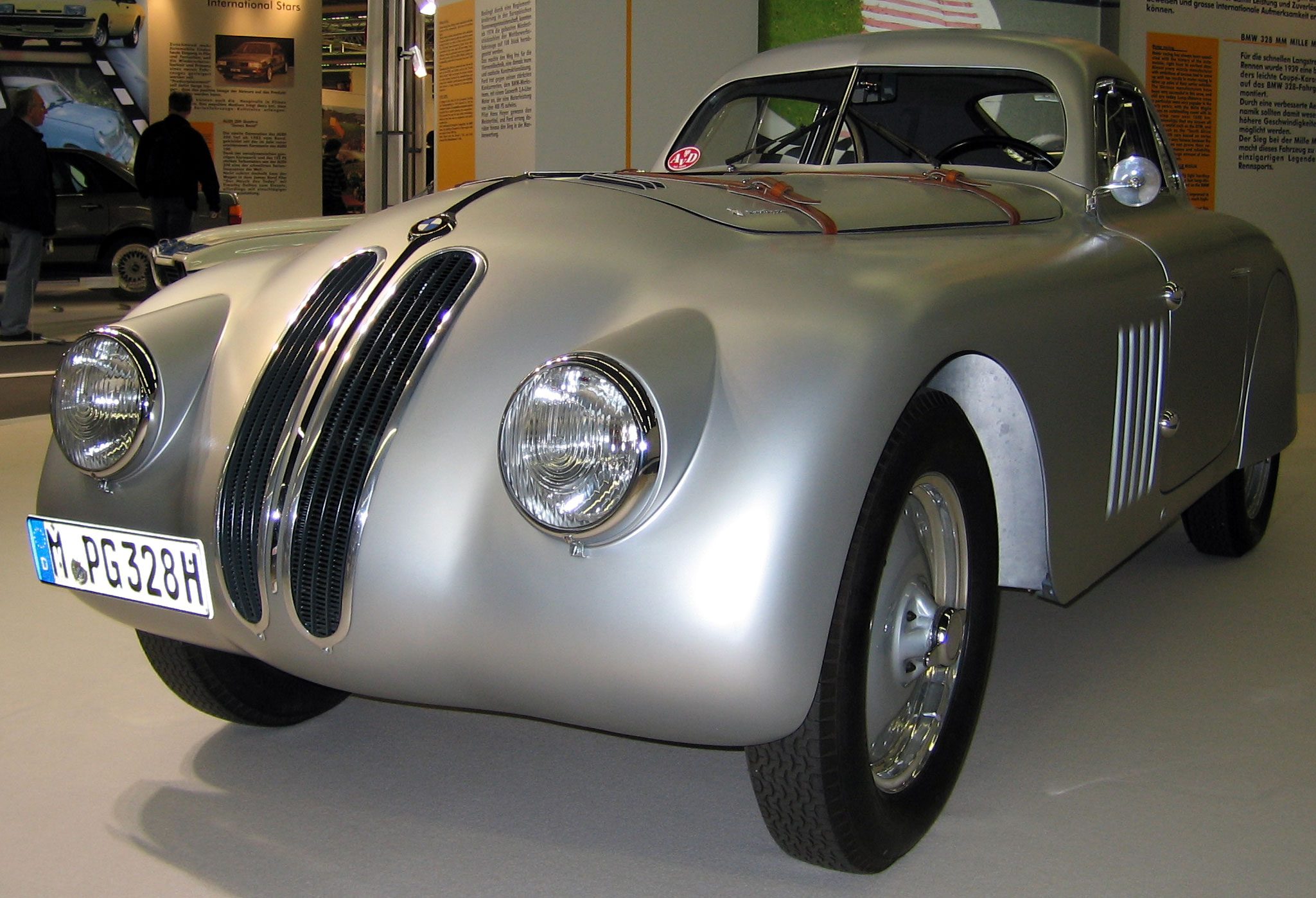
BMW 328 Touring Coupé

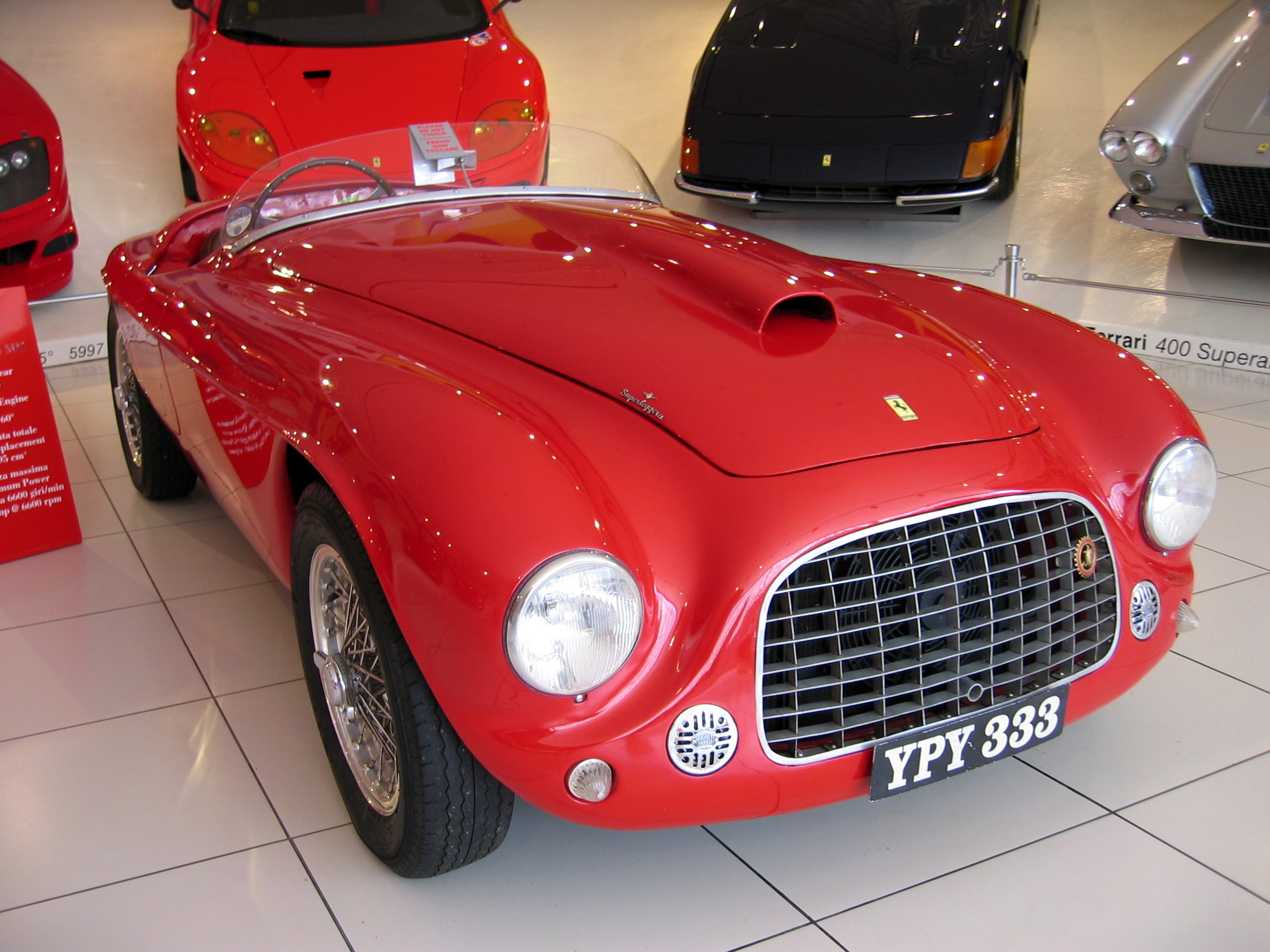
Ferrari 166 MM Barchetta

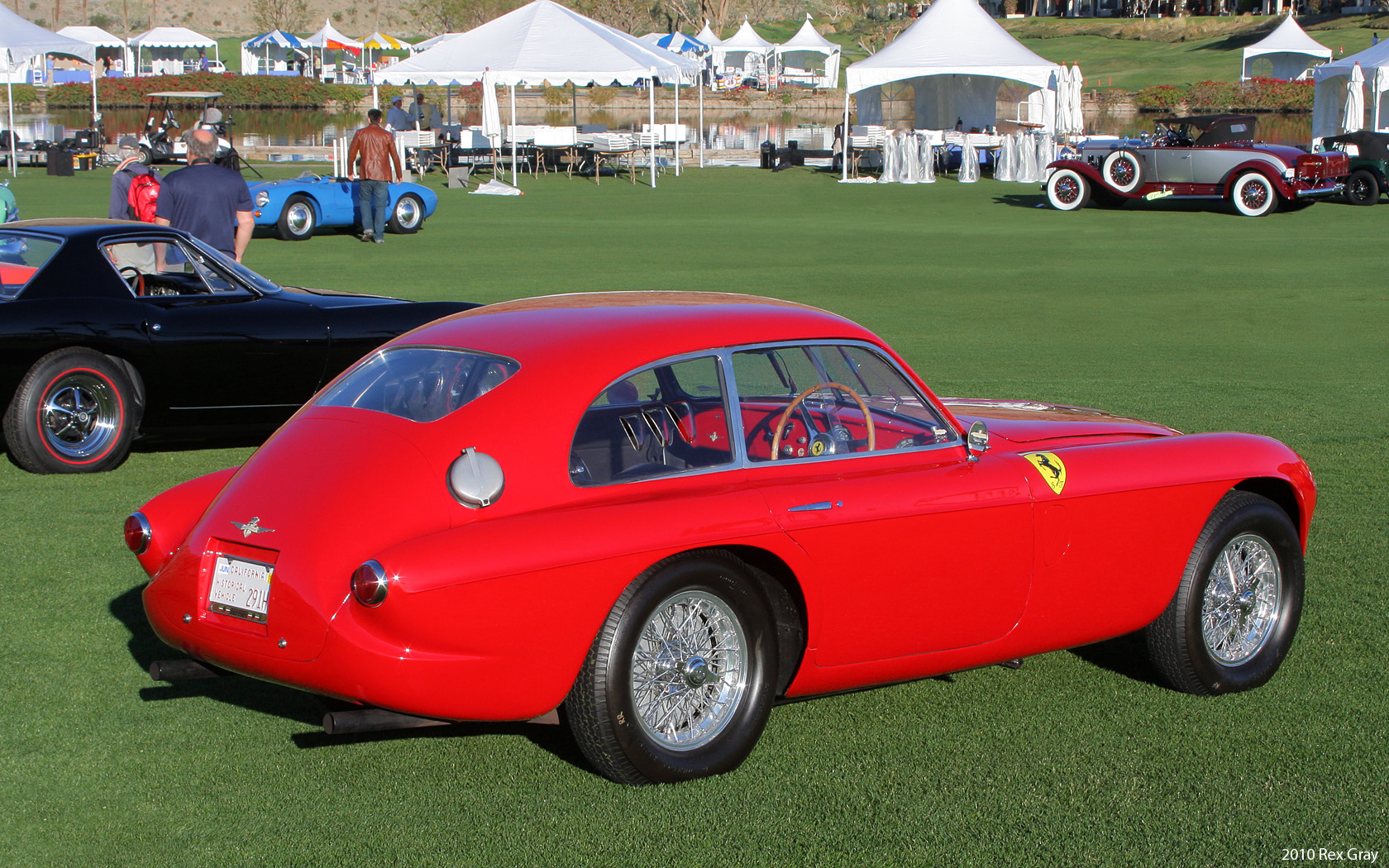
Ferrari America Berlinetta

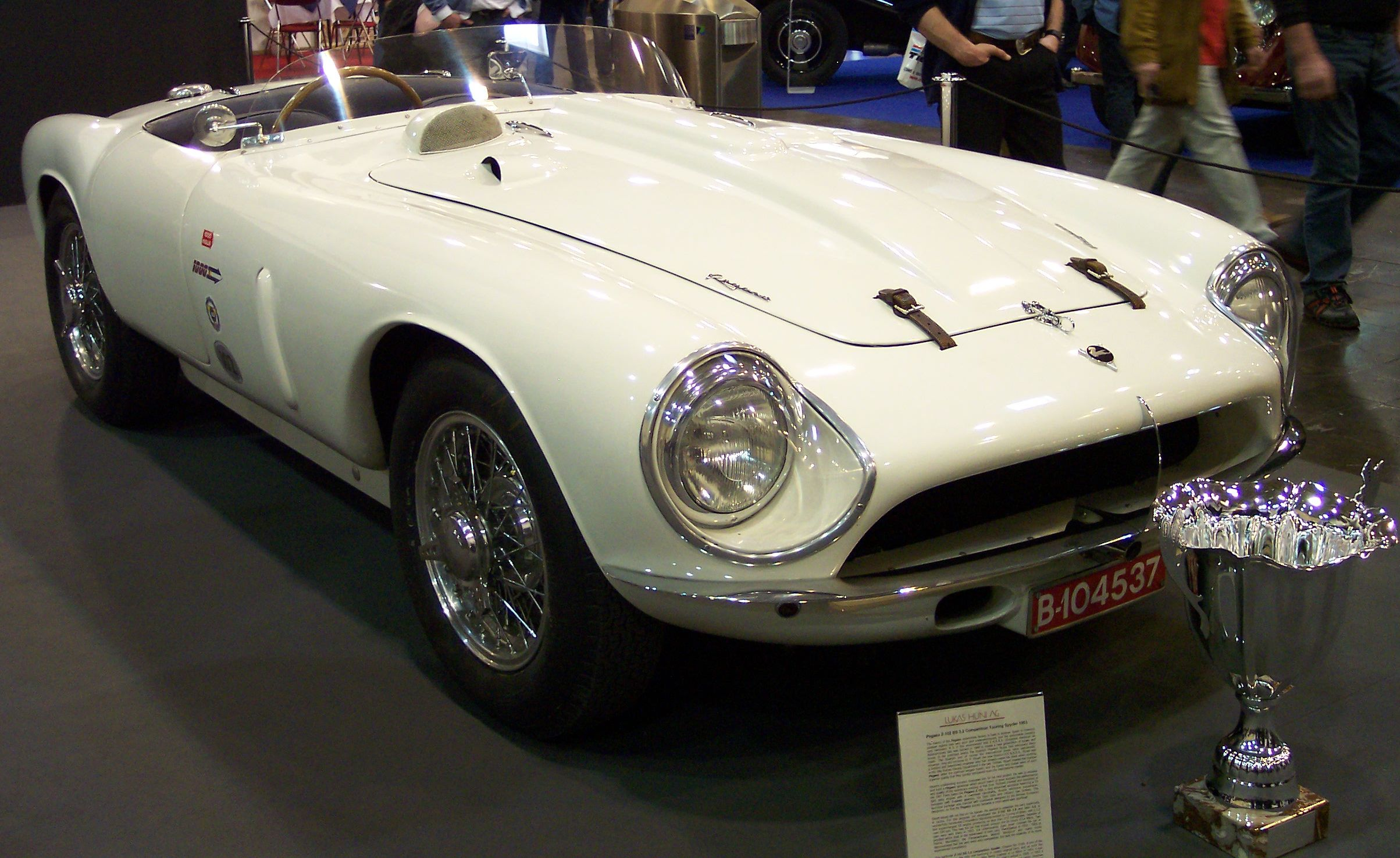
Pegaso Z-102 BS 3.2 de Competición Touring Spyder (c.1952)

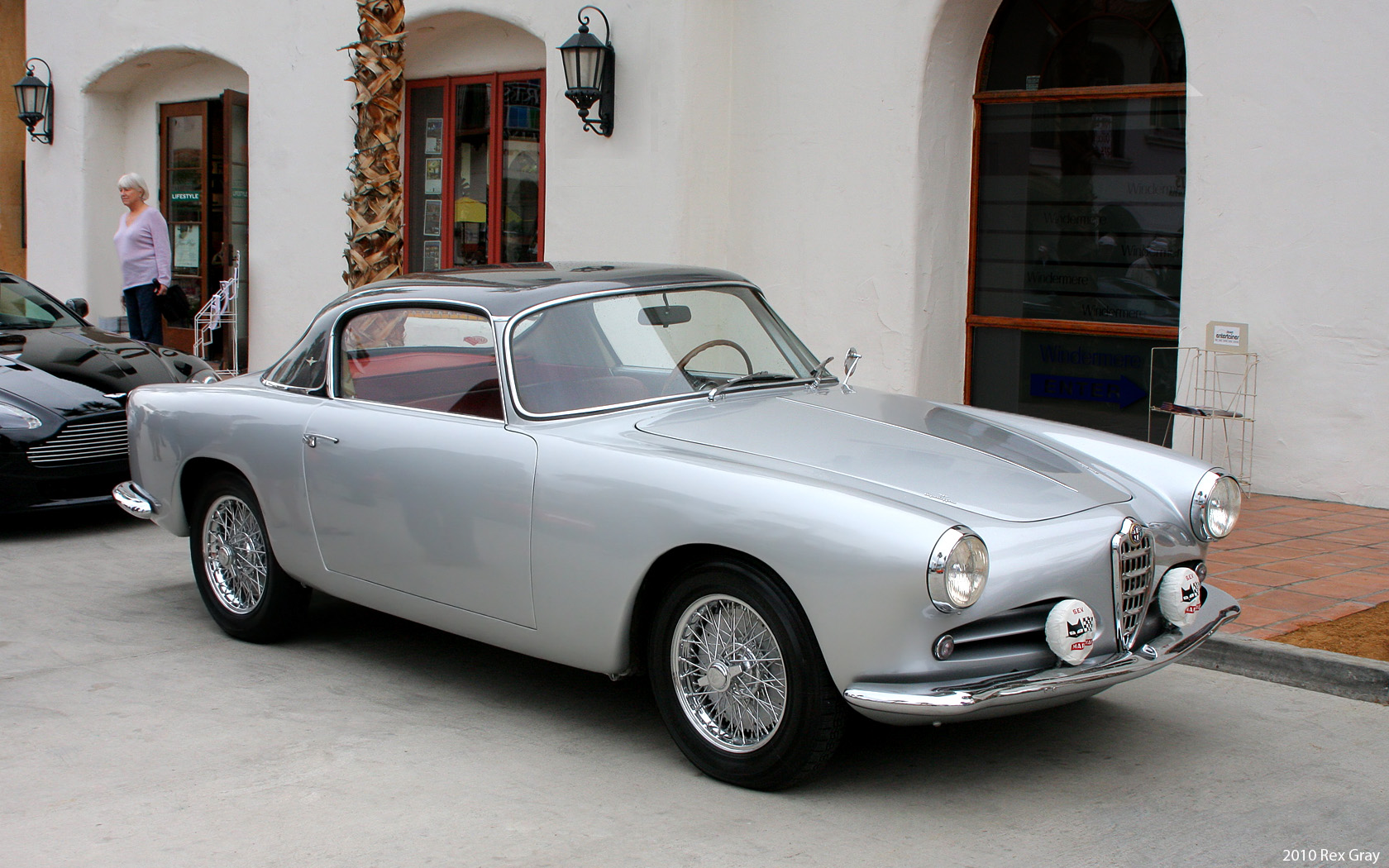
Alfa Romeo 1900C Super Sprint

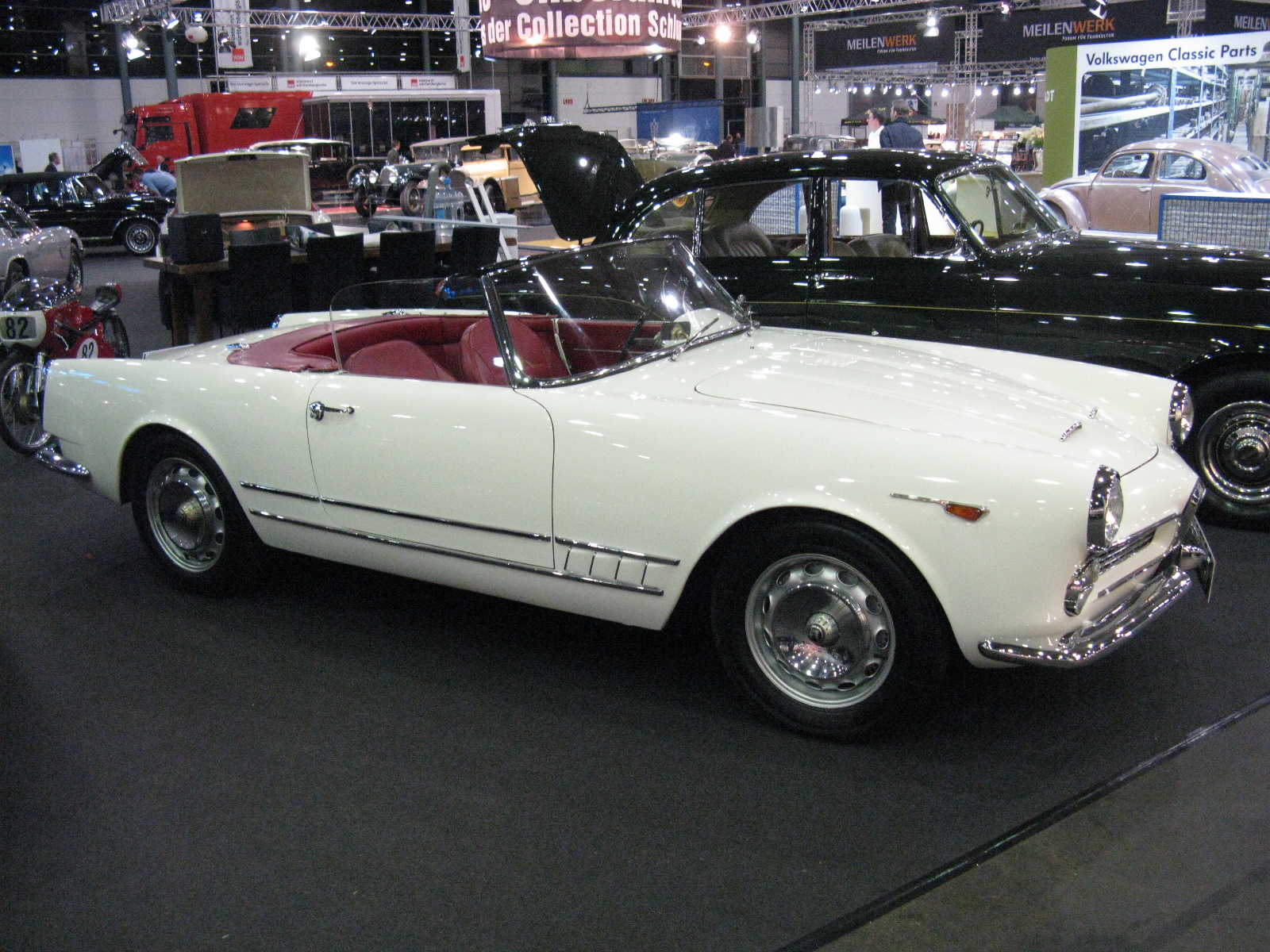
Alfa Romeo 2000 Spider

Maserati 5000 GT Scià di Persia (1959)

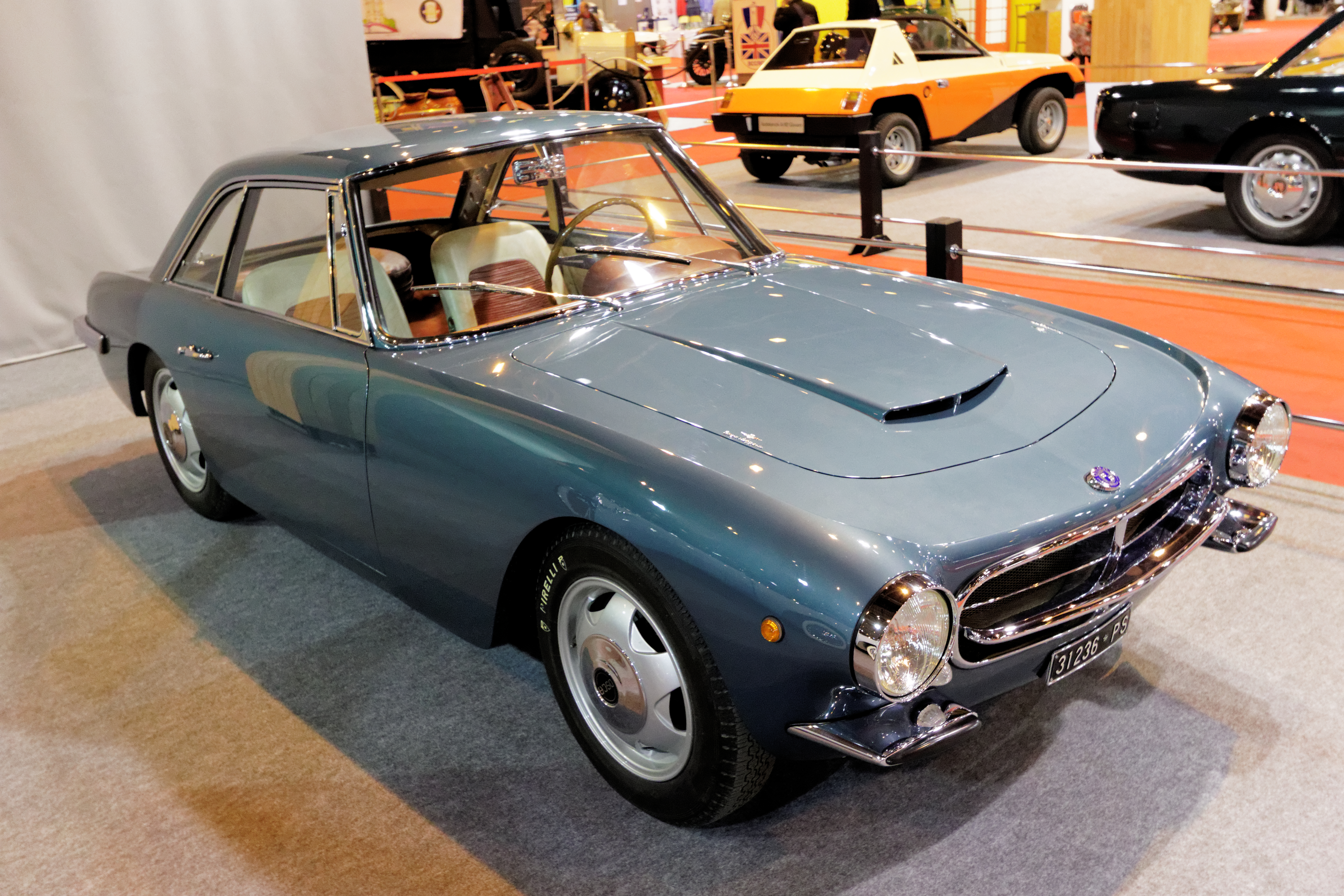
O.S.C.A. 1600 GT

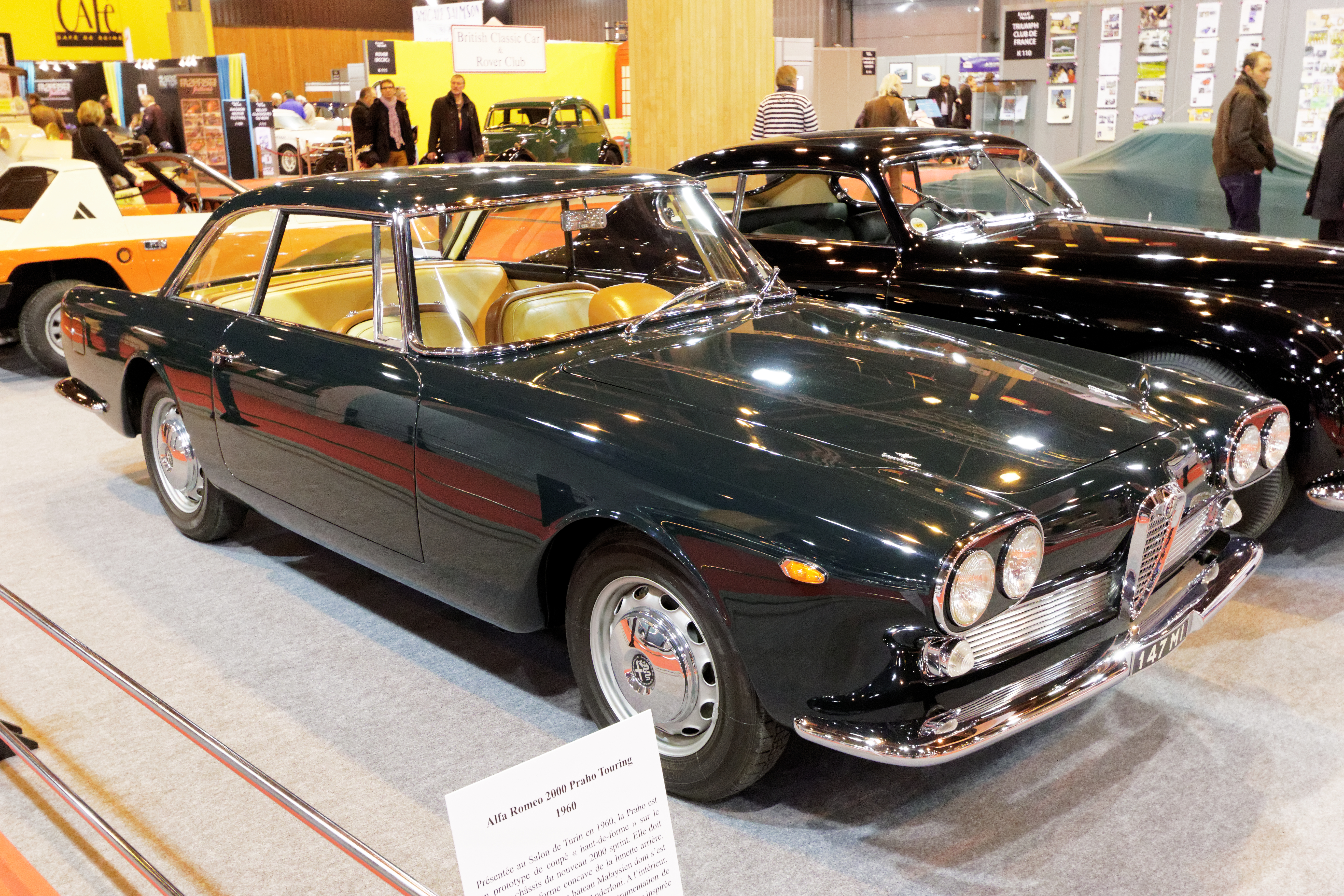
Alfa Romeo 2000 Sprint Praho

- 1931 Alfa Romeo 6C 1750 GS "Flying Star"
- 1931 Fiat 522C Roadster "Flying Star"
- 1931 Isotta Fraschini Tipo 8A Spyder "Flying Star"
- 1932 Isotta Fraschini Tipo 8B
- 1939 BMW 328 Mille Miglia
- Década de 1940 Alfa Romeo 6C 2500
- 1940 Auto Avio Costruzioni 815
- 1947 Isotta Fraschini Tipo 8C Berlina 2 porte
- 1949 Isotta Fraschini Tipo 8C Berlina 4 porte
- 1948 Ferrari 166 S Cupé "Aerlux"
- 1948 Ferrari 166 MM Berlinetta y Barchetta
- 1948 Ferrari 166 Inter Cupé y Berlinetta
- 1950 Ferrari 275 S Barchetta
- Alfa Romeo 1900 Sprint de los años 50
- 1950 Bristol 401
- 1950 Ferrari 195 S Berlinetta y Barchetta
- 1950 Ferrari 195 Inter Cupé
- 1951 Ferrari America Berlinetta y Barchetta
- 1951-1952 Ferrari 212 Export Berlinetta y Barchetta
- 1951-1952 Ferrari 212 Inter Berlinetta y Barchetta
- 1951-1958 Pegaso Z-102
- 1952 Ferrari 340 MM Spyder
- 1952 Alfa Romeo Disco Volante C52
- 1952 Ferrari 225 S Barchetta
- 1953 Hudson Italia
- 1955-1958 Pegaso Z-103
- 1956 Aston Martin DB2/4 Mark II Spider (3 producidos)
- 1956 Ferrari Monza Spyder
- 1957-1962 Maserati 3500 GT Cupé
- 1959-1960 Maserati 5000 GT Scià di Persia
- 1959-1962 Lancia Flaminia GT, GTL y convertible
- 1960 Alfa Romeo 2000 Sprint Praho
- Spider de los años 60 Alfa Romeo 2000 y Alfa Romeo 2600
- O.S.C.A. 1600 GT y 1050 Spider de los años 60
- 1965 Autobianchi Primula Cupé
- 1959–1962 Aston Martin DB4 (construido bajo licencia por Aston Martin)
- 1963–1965 Aston Martin DB5 (construido bajo licencia por Aston Martin)
- 1959–1971 Aston Martin DB6 (construido bajo licencia por Aston Martin)
- 1961–1965 Lagonda Rapide (construido bajo licencia por Aston Martin)
- 1963–1964 Sunbeam Venezia[15]
- 1964–1966 Alfa Romeo Giulia GTC
- 1964–1966 Lamborghini 350 GT
- 1966-1968 Lamborghini 400 GT
- 1966-1976 Jensen Interceptor
- 1966 Fiat 124 Cabriolet (prototipo)
- 2008 Maserati Bellagio Fastback (familiar basado en el Quattroporte)
- 2009 Maserati A8GCS Berlinetta (berlinetta sobre el Maserati GranSport)
- 2010 Bentley Continental Flying Star (shooting brake)
- 2011 Gumpert Tornante (prototipo basado en el Gumpert Apollo)
- 2012 Disco Volante 2012 (automóvil conceptual)
- 2013 Alfa Romeo Disco Volante por Touring (serie limitada basada en el Alfa Romeo 8C Competizione)
- 2014 Mini Superleggera Vision (prototipo basado en la tercera generación del Mini)[16]
- 2015 Touring Berlinetta Lusso (coupé basado en el Ferrari F12 berlinetta)[17]
- 2016 Alfa Romeo Disco Volante Spyder por Touring (serie limitada basada en el Alfa Romeo 8C Spider)
- 2017 Artega Scalo Superelletra (prototipo)
- Touring Sciàdipersia 2018 (serie limitada basada en el Maserati GranTurismo)
- Touring Sciàdipersia Cabriolet 2019 (serie limitada basada en el Maserati GranCabrio)
- 2020 Touring Superleggera Aero 3 (basado en el Ferrari F12 berlinetta)
- Touring Superleggera Arese RH95 2021 (basado en el Ferrari F8 Tributo)

## Diseñadores notables
- Felice Bianchi Anderloni
- Giuseppe Seregni
- Carlo Felice Bianchi Anderloni
- Federico Formenti
- Louis de Fabribeckers

## Premios
1931 

Concorso d'Eleganza Villa D'Este
- Coppa d'Oro Villa D'Este - Araña Isotta Fraschini 8B "Flying Star"
- Gran Premio Referendum - Alfa Romeo 6C 1750 Gran Sport Spider "Flying Star"

Concorso d'Eleganza di Genova Nervi
- Premio Assoluto e Premio di Categoria - Isotta Fraschini 8B spider "Flying Star"

1932 

Concorso d'Eleganza Villa D'Este
- Coppa d'Oro Villa D'Este & Gran Premio Referendum - Alfa Romeo 8C 2300 Cupé Spyder Touring

1949 

Concorso d'Eleganza Villa D'Este
- Coppa d'Oro Villa D'Este - Alfa Romeo 8C 2500 SS Cupé Touring

1953 

Concorso d'Eleganza di Stresa
- Gran Premio d'Onore - 1953 Z102 Berlinetta "Thrill"

1988 

Concorso d'Eleganza di Stresa
- Lo mejor del espectáculo - Alfa Romeo 8C 2900B Touring Spyder de 1937

1996 

Concorso d'Eleganza Villa D'Este
- Trofeo A.C. Como - Best in Show by the Jury - Alfa Romeo 8C 2900B de 1938

1997 

Concorso d'Eleganza Villa D'Este
- Coppa d'Oro Villa D'Este - Alfa Romeo 6C 2500 Sport de 1942
- Trofeo A.C. Como - Best in Show by the Jury - 1950 Alfa Romeo 6C 2500 Super Sport

1999 

Concurso de elegancia de Pebble Beach
- Lo mejor de su clase - 1960 Maserati 5000 GT Touring
- Lo mejor de su clase - Alfa Romeo 8C 2900 B Touring Spyder de 1938

2000 

Concorso d'Eleganza Villa D'Este
- Trofeo BMW - Best in Show by the Jury - Alfa Romeo 6C 2300 B MM de 1938

2001 

Concorso d'Eleganza Villa D'Este
- Coppa d'Oro Villa D'Este - 1951 Alfa Romeo 6C 2500 SS "Villa d’Este" Cabriolet Touring.
- Trofeo BMW Italia - 1951 Ferrari 340 America Barchetta Touring.

2005 

Concurso de elegancia de Pebble Beach
- Lo mejor de su clase - Ferrari 166 MM barchetta

2007 

Concorso d'Eleganza Villa D'Este
- Trofeo BMW Italia - 1931 Alfa Romeo 6C 1750 GS Flying Star Touring

2008 

Concorso d'Eleganza Villa D'Este
- Trofeo BMW Group Best in show by the Jury - 1949 Ferrari 166 MM Berlinetta Touring.
- Trophy Auto & Design - Pegaso Thrill

Concurso de elegancia de Pebble Beach
- Lo mejor del espectáculo - Alfa Romeo 8C 2900B Touring Berlinetta de 1938

Festival Internacional del Automóvil
- Gran Prix de la Plus Belle Supercar de l’Année - 2008 A8GCS Berlinetta Touring.

Vuitton Classic
- Lo mejor del espectáculo - Alfa Romeo 8C 2900B Spyder Touring de 1938

2009 

Concorso d'Eleganza Villa D'Este
- Coppa d'Oro Villa D'Este - Alfa Romeo de 1938, 8C 2900B
- Trofeo BMW Group Best in show by the Jury - Alfa Romeo de 1938, 8C 2900B

Concurso de elegancia de Pebble Beach
- Trofeo Road & Track - 1949 Ferrari 166MM barchetta Touring.

Vuitton Classic
- Premios Classic Concours - 1949 Ferrari 166MM Berlinetta

2010 

Vuitton Classic
- Premios Classic Concours - Alfa Romeo 8C 2900B de 1938

2012 

Salón Prive
- Lo mejor del espectáculo - 1950 Ferrari 166MM Barchetta

Concurso del Castillo de Windsor
- Lo mejor del espectáculo - Alfa Romeo 8C 2900B de 1938

Concurso de elegancia de Pebble Beach
- Competición Ferrari Clase M-2 - 1951 Primer Ferrari 212 Export Touring Berlinetta
- Clase O-2: Deportes de posguerra cerrados 2.º - 1958 Pegaso Z-103 Touring Berlinetta
- Clase O-3: Touring deportivo de posguerra 2.º - 1950 Alfa Romeo 6C 2500 SS Touring Cupé
- Premios especiales: Trofeo Vitesse Elegance - 1950 Alfa Romeo 6C 2500 SS Touring Cupé

2013 

Concurso de elegancia de la isla de Amelia
- El mejor Lamborghini de su clase - 1966 Lamborghini 350
- Los mejores autos deportivos y GT de su clase (1958-1962) - 1958 Pegaso Z-103 Touring Berlinetta
- Los mejores autos deportivos y GT de su clase (1963-1974) - 1964 Aston Martin DB5 Convertible

Copa del Gobernador en Elegance en Hershey
- Best of Show - otorgado a un Alfa Romeo 8C 2900B Spider de 1938 sin restaurar de la colección de Robert y Sandra Bahre de Alton, New Hampshire. El Superleggera Alfa con carrocería de Carrozzeria Touring, construido sobre un chasis corto, también ganó el premio Ciao Italia al mejor automóvil italiano exhibido de antes de la guerra.

Concorso d'Eleganza Villa D'Este
- Premio a Concept Cars y Prototipos por Referéndum Público en Villa Erba - Alfa Romeo Disco Volante 2013 de Touring
- Aston Martin ganador de clase - 1962 Aston Martin DB4 SS Saloon TouringClass
- Lamborghini ganador de clase - 1965 Lamborghini 350 GTS Spider Touring

2014 

Concorso d'Eleganza Villa D'Este
- Mención de honor clase “Villa d´Este Style” - 1949 Alfa Romeo 6C 2500ss Berlinetta Aerlux
- Trofeo ASI al coche de posguerra mejor conservado Prototipo H01 de Hudson Italia

Concours d´Elegance Chantilly Arts & Elegance
- Prix Richard Mille - Alfa Romeo Disco Volante 2013 de Touring
- Los años del diseño (Concept-Cars 1960-1970) - Prix Le Point - 1966 Lamborghini Flying Star Touring II
- Les Grandes Carrosseries Maserati - 1958 Premio especial N° 1 - Maserati 3500 GT Spyder Touring (1958)

2015 

Concorso d'Eleganza Villa D'Este
- "Mejor de la Muestra por Votación Pública en Villa d'Este, Coppa d´Oro Villa d'Este, Trofeo BMW Group y Mención de Honor" - 1949 Ferrari 166MM Barchetta Touring.